# アンヌ・ド・ブルボン (1380-1408)
アンヌ・ド・ブルボン（Anne de Bourbon, 1380年 - 1408年9月）は、ラ・マルシュ伯ジャン1世とカトリーヌ・ド・ヴァンドームの娘。

## 家族
アンヌは、ラ・マルシュ伯ジャン1世とカトリーヌ・ド・ヴァンドームの間に生まれた7人の子供のうちの1人である。兄弟姉妹には、ラ・マルシュ伯ジャック2世、ヴァンドーム伯ルイ、キプロス王妃シャルロットなどがいる。アンヌは妹シャルロットを通じてキプロス王ジャン2世とサヴォイア公妃アンヌの伯母にあたる。また、父親が愛妾との間にもうけた異母兄弟がいた。
アンヌの父方の祖父母はラ・マルシュ伯ジャック1世とジャンヌ・ド・シャティヨン、母方の祖父母はヴァンドーム伯ジャン6世とジャンヌ・ド・ポンチューであった。

## 最初の結婚
1390年、アンヌはフランス王ジャン2世の孫であるモンパンシエ伯ジャン2世・ド・ベリーの2番目の妃となった。ジャン2世の最初の妃カトリーヌ・ド・ヴァロワは10歳で亡くなったため、ジャン2世は後継者を必要としていた。しかし、最初の結婚と同様、アンヌとジャン2世の間に成人した子はいなかった。ジャン2世は1397年に亡くなり、アンヌは未亡人となった。

## 2度目の結婚
1402年10月1日、アンヌはパリにおいてフランス王妃イザボーの兄ルートヴィヒ7世と再婚した。ルートヴィヒ7世はアンヌの死後の1413年に父の跡を継いでバイエルン公となった。2人の間には以下の子女が生まれた。
- ルートヴィヒ8世（1403年 - 1445年） - バイエルン公
- ヨハン（1404年生） - 夭折

アンヌは1408年9月に亡くなり、パリのジャコバン修道院教会（現存しない）に埋葬された。ルートヴィヒ7世は1413年にカトリーヌ・ド・アランソンと再婚した。